# كورتيس كيلي
كورتيس كيلي (11 أبريل 1988 بنيويورك في الولايات المتحدة - ) (بالإنجليزية: Curtis Kelly)‏ هو لاعب كرة سلة أمريكي في مركز هجوم قوي الجسم. لعب مع هابوعيل تل أبيب لكرة السلة.

## وصلات خارجية
- كورتيس كيلي على موقع كرة السلة الأوروبية.كوم (الإنجليزية)
- كورتيس كيلي على موقع كلية كرة السلة في سبورتس رفرنس.كوم (الإنجليزية)
- كورتيس كيلي على موقع ريلجم (الإنجليزية)
- كورتيس كيلي على موقع بروبوليرز (الإنجليزية)
- كورتيس كيلي على موقع سبورتس رفرنس (الإنجليزية)